# كرة المضرب في الألعاب الأولمبية الصيفية 2024
تقام منافسات كرة المضرب في دورة الألعاب الأولمبية الصيفية 2024 في باريس في الفترة من 27 يوليو إلى 4 أغسطس في ملعب رولان جاروس،  وتضم إجمالي 172 لاعبًا في خمس أحداث ميداليات: الفردي والزوجي لكل من الرجال والسيدات و المختلطة الزوجي.  
على غرار الإصدارات السابقة، تم وضع نظام باريس 2024 في بطولة إقصاء فردي حيث تتكون قرعة فردي الرجال والسيدات من 64 لاعبًا. ستتضمن منافسات كرة المضرب ست جولات في فردي الرجال والسيدات، وخمس جولات في زوجي الرجال والسيدات (حجم السحب 32)، وأربع في الزوجي المختلط (حجم السحب 16). سيضمن اللاعبون والأزواج الذين يتقدمون إلى المرحلة نصف النهائية تنافسهم على الميدالية مع خسارتين من المتأهلين إلى نصف النهائي يتنافسان على الميدالية البرونزية . ستكون جميع المباريات الفردية هي الأفضل من ثلاث مجموعات مع شوط فاصل قياسي (الأول إلى سبع نقاط) في كل مجموعة، بما في ذلك المجموعة النهائية.  في جميع منافسات الزوجي، سيتم التنافس على الشوط الفاصل (النقطة الأولى إلى عشر نقاط) بدلاً من المجموعة الثالثة. حدث باريس 2024 هو أول حدث أولمبي على الملاعب الترابية منذ أن أقيمت بطولة برشلونة 1992 على ملعب تنس دي لا فال ديبرون.  وستكون أيضًا أول بطولة أولمبية تُلعب على سطح طبيعي والأولى في أحد ملاعب جراند سلام منذ حدث لندن 2012 الذي أقيم في مكان بطولة ويمبلدون، نادي عموم إنجلترا للتنس والكروكيه.